# Alte Maxquelle (Bad Dürkheim)

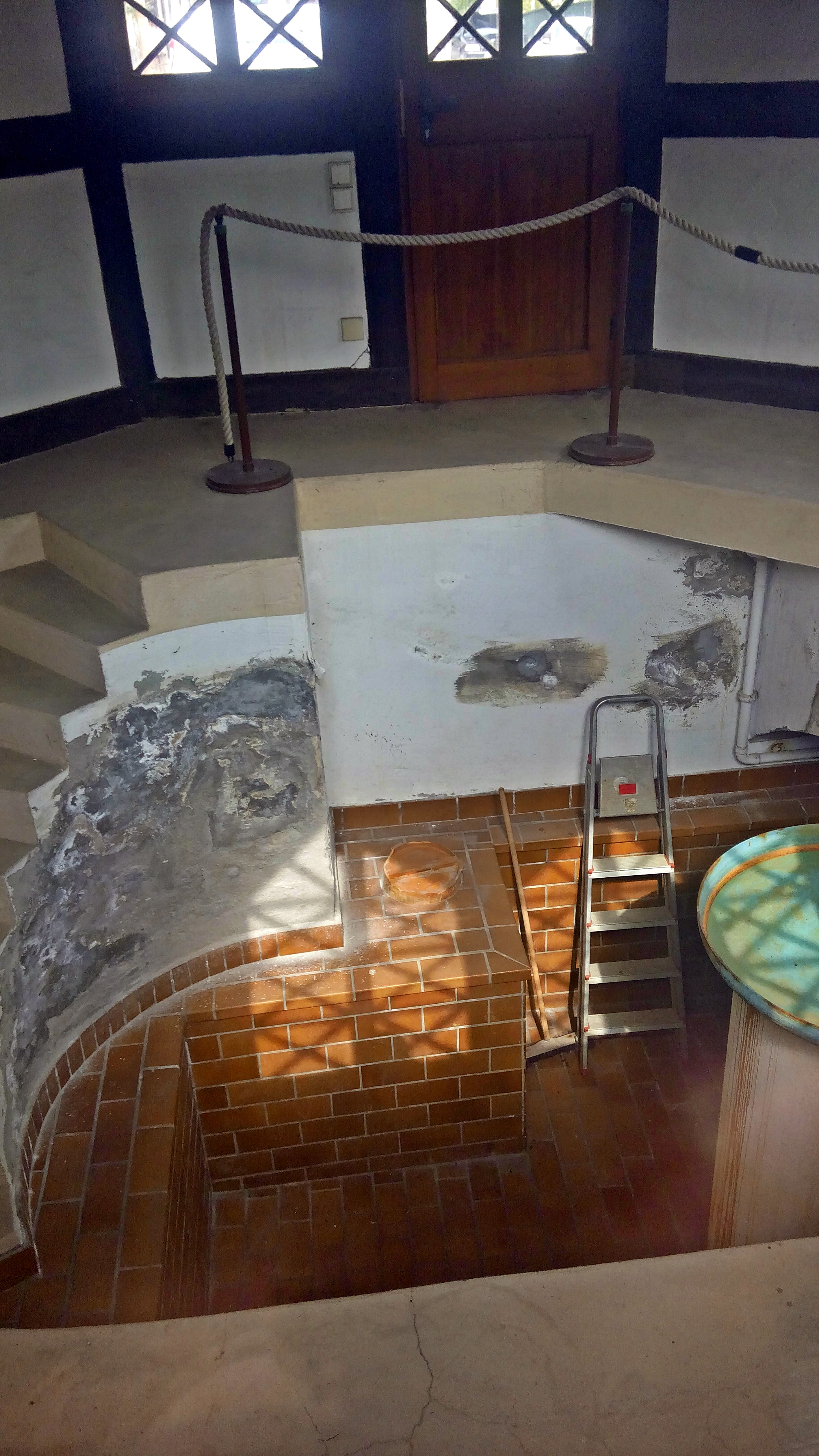
Brunnenhaus, innen

Die Alte Maxquelle in Bad Dürkheim, Rheinland-Pfalz, ist eine Mineralquelle mit dem höchsten Arsengehalt in Deutschland und dem zweithöchsten weltweit.

## Geschichte
Seit 1338 sind in Dürkheim Salzquellen urkundlich bekannt. begann man mit der industriellen Produktion von Salz, indem man ein Gebäude des aufgehobenen Benediktinerinnenklosters Schönfeld in eine Saline umwandelte. Bis zum Ende des 18. Jahrhunderts entstanden in dem Ort insgesamt 6 Gradierwerke zur Salzgewinnung, die aus 7 Solquellen gespeist wurden. Infolge der Revolutionsereignisse und der Besetzung des linken Rheinufergebietes durch die Franzosen kam die Dürkheimer Salzgewinnung nahezu zum Erliegen. Als Dürkheim 1816 Teil der Rheinpfalz und des Königreiches Bayern wurde, war die Salinen-Anlage verwahrlost und kaum noch rentabel. Um die wirtschaftliche Gesundung der ausgebluteten Region voranzutreiben, entschloss sich Bayern trotzdem zur Reaktivierung der Salzgewinnung in Dürkheim. Es wurden auch Pläne umgesetzt, zusätzlich ein Solebad zu betreiben, weshalb König Ludwig I. 1847 unter anderem das heutige Gradierwerk erbauen ließ und der Gemeinde den Titel Solbad verlieh.
Infolge der Zunahme des Kurbetriebs und zur effizienten Salzgewinnung reichten die 7 alten Mineralquellen Dürkheims nicht mehr aus und man entschloss sich, eine Tiefenbohrung vorzunehmen. Im Rahmen dieser Bemühungen entdeckte man am Nordrand der Ortschaft die Alte Maxquelle, welche man 1856–1859 erschloss und mit einem Brunnenhaus überbaute. Sie wurde nach dem damaligen Landesherrn, König Maximilian II. von Bayern benannt, ist 364 m tief und hatte einen höheren Salzgehalt als die bisher in Dürkheim genutzten Quellen. Fortan betrieb man mit ihr das Gradierwerk und gewann aus dem Wasser Sole zur Salzherstellung und zum Badebetrieb.

## Die Arsenquelle
Ab 1904 durfte sich die Gemeinde Bad Dürkheim nennen, was sie hauptsächlich dem qualitativen Mineralwasser der Alten Maxquelle verdankte. Bei einer anfänglichen Analyse  (1860/61) durch den Chemiker Robert Wilhelm Bunsen und den Physiker Gustav Robert Kirchhoff, entdeckten beide, mittels Spektralanalyse, in dem Dürkheimer Wasser die neuen Elemente Cäsium und Rubidium. Da die Wasserprobe abgestanden war, übersah man dabei jedoch einen wichtigen Bestandteil, der sich am Boden abgesetzt hatte. Erst 1906 fand der Chemiker Erich Ebler im Wasser der Maxquelle einen sehr hohen Arsengehalt, in Form von 18 mg Arsentrioxid pro Liter. Es stellte sich heraus, dass es sich um die Mineralquelle mit dem höchsten Arsengehalt in Deutschland und dem zweithöchsten weltweit handelte.
Diese Tatsache wurde umfänglich vermarktet. Der Kurbetrieb in Bad Dürkheim erlebte einen Boom und man begann noch vor dem Ersten Weltkrieg, das Quellwasser zum Verkauf und Versand abzufüllen. Es erlangte große Berühmtheit als Heiltrunk und Heilbad. Anwendung fand es insbesondere bei Anämie, Leukämie, Rachitis aber auch bei Hautkrankheiten und zur Vorbeugung bei Tuberkulose. Professor Erich Harnack führt 1912, in seiner Schrift Pharmakologisches und Therapeutisches über die Maxquelle, die Arsenquelle des Bades Dürkheim, noch zahlreiche ergänzende Indikationen auf.
Die Quelle blieb aufgrund der Heilerfolge bis zur Mitte der 1950er Jahre das Hauptkurmittel in Bad Dürkheim; ab 1913 hatte man die Salzproduktion völlig eingestellt und das Wasser nur noch therapeutisch für das Gradierwerk, für Bäder und als Heilgetränk verwendet. Es kamen nach und nach jedoch immer größere Zweifel auf, ob neben der unbestrittenen Heilwirkung nicht auch Gesundheitsschäden durch die hohe Arsenkonzentration hervorgerufen würden. Inzwischen ist dies wissenschaftlich gesichert.
Ersatzweise erbohrte man 1963 nahe der Saline Bad Dürkheim die Fronmühlquelle und  1971 die Neue Maxquelle im Kurpark Bad Dürkheim. Beide sind ebenfalls salz-. jedoch  viel schwächer arsenhaltig. Trotz ihres geringeren Arsengehaltes muss das für Kur und Gradierwerk verwandte Mineralwasser jedoch heute entarseniert werden.
Die Alte Maxquelle ist derzeit stillgelegt (2013), jedoch mit Brunnenhaus komplett erhalten. Sie befindet sich in der nach ihr benannten Maxbrunnenstraße.

## Galerie

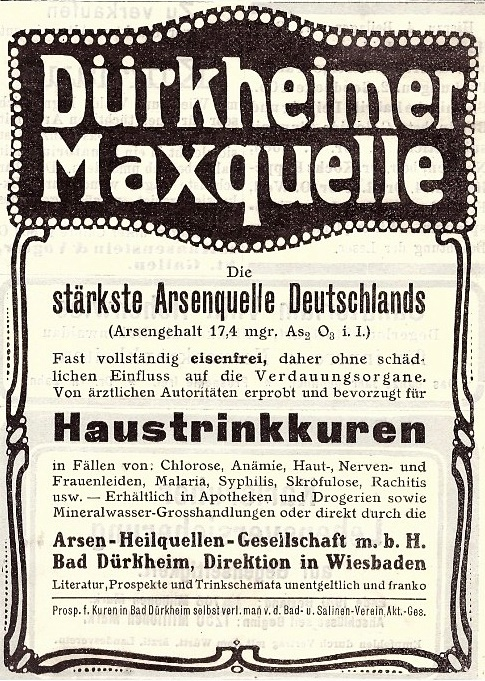
Werbeanzeige, um 1910
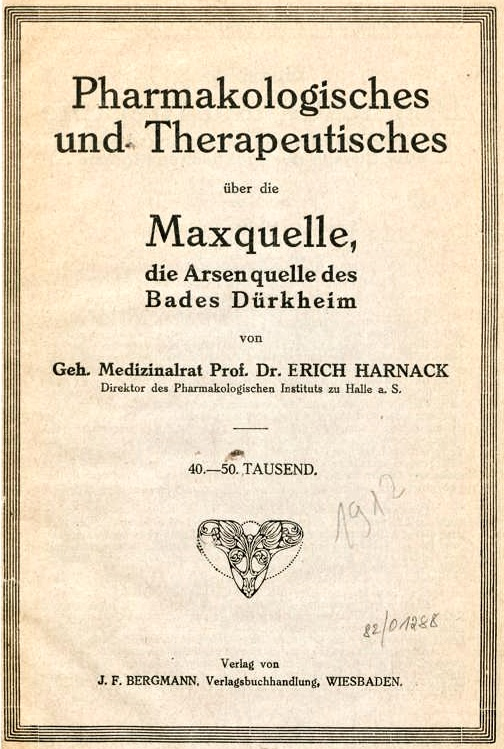
Titelblatt der Schrift von Professor Erich Harnack, 1912
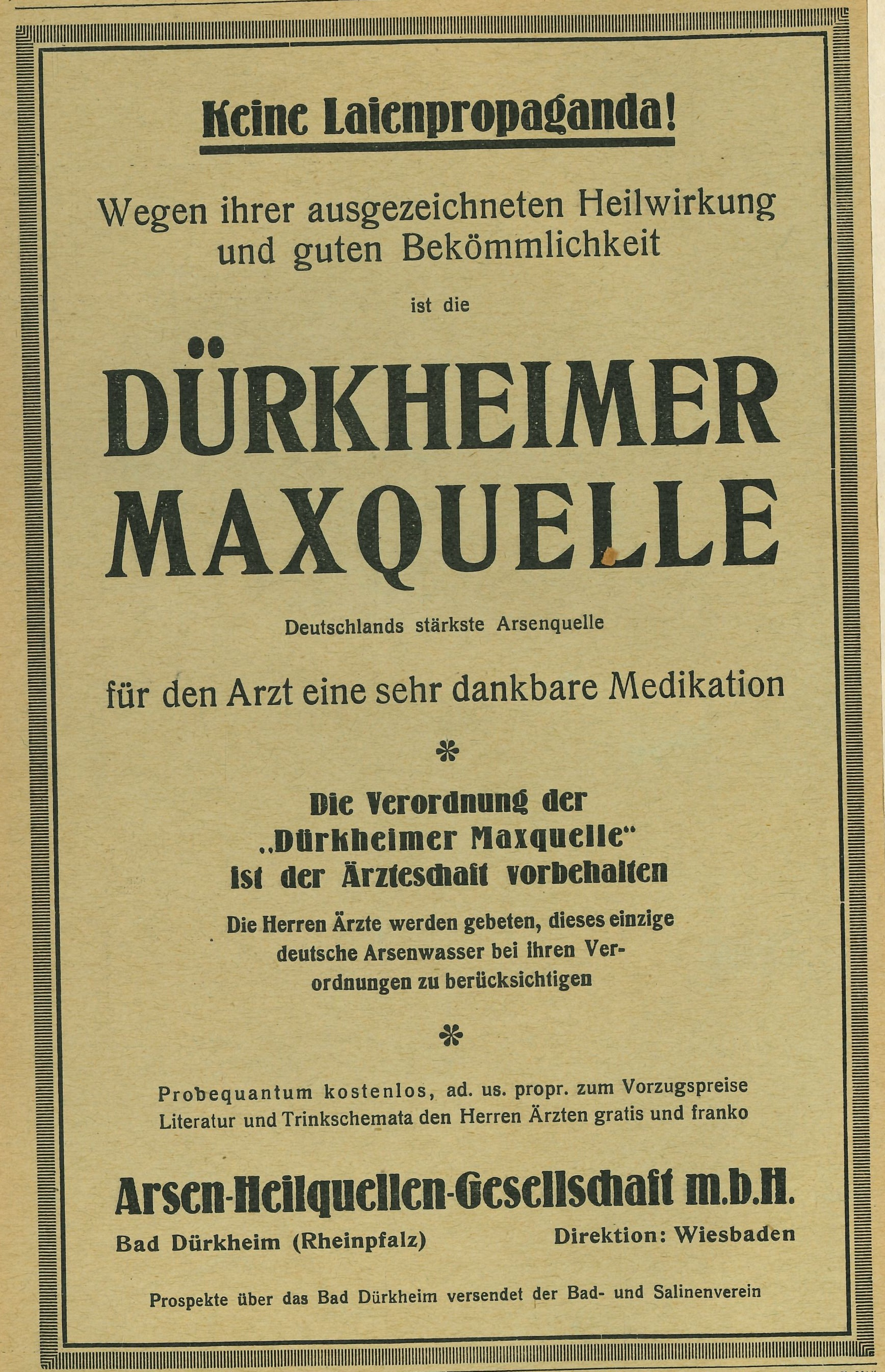
Werbeanzeige 1928